# Dăbovan, Plevna
Dăbovan (în bulgară Дъбован, în trecut Cercelan) este un sat în comuna Guleanți, regiunea Plevna, Bulgaria. Satul a fost locuit de români.

## Demografie
Componența etnică a satului Dăbovan
     Bulgari (99,01%)
     Nicio identificare (0,98%)
     Altele (0%)
La recensământul din 2011, populația satului Dăbovan era de 510 locuitori. Din punct de vedere etnic, majoritatea locuitorilor (99,01%) erau bulgari. Pentru 0,98% din locuitori nu este cunoscută apartenența etnică.